# 7187 Isobe
7187 Isobe este o planetă minoră (asteroid), cu un diametru de 5,421 km, din centura de asteroizi. A fost descoperită pe 30 ianuarie 1992 la Observatorul Palomar de Eleanor F. Helin. 
Obiectul prezintă o orbită caracterizată de o semiaxă mare de 1,9374418 UAi, o excentricitate de 0,09, o înclinație de 21,78425 ° în raport cu ecliptica.